# Pałac w Gogołowie
Pałac w Gogołowie – zabytkowy pałac  z w XVI w. we wsi Gogołów (województwo dolnośląskie), w Polsce, na Śląsku, w powiecie świdnickim, w gminie Świdnica. 

## Historia
Pierwotnie renesansowy dwór, zameczek myśliwski książąt świdnickich, zaniedbany, którego stan techniczny jest fatalny i mimo prowadzonych prac remontowych nie uległ zmianie. Budowla zachowała oryginalny kształt i liczne elementy architektoniczne. Ciekawa jest pozostałość sgraffitowej dekoracji na ścianach. Po półkolistymi oknami szczytu znajduje się tablica z kartuszami herbowymi rodzin: von Hochberg (po lewej) von Lutwitz (po prawej). W naczółku ganku (werandy) znajduje się kartusz z herbem rodziny von Hochberg. Obiekt jest częścią zespołu pałacowego, w skład którego wchodzi jeszcze park krajobrazowy z XIX w. - pozostałości.
| położenie  = right

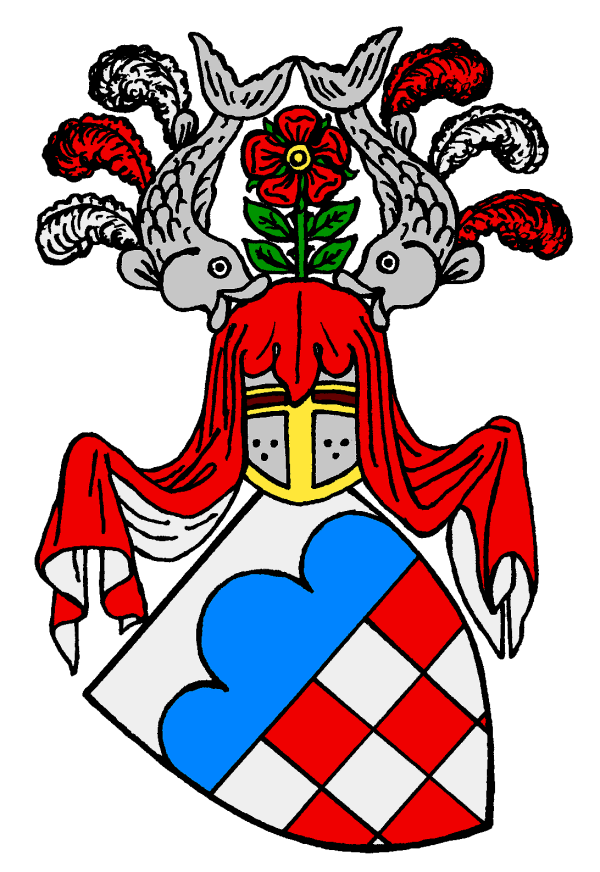
Herb von Hochberg
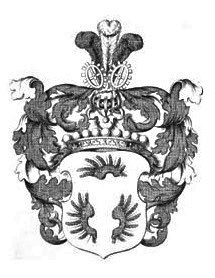
Herb von Lüttwitz